# Klaas Tigelaar
Klaas Tigelaar (Assen, 24 mei 1967) is een Nederlandse ChristenUnie-politicus en bestuurder. Sinds 1 september 2021 is hij voorzitter van het college van bestuur van de Laurentius Stichting. 

## Levensloop

### Opleiding en loopbaan
Na zijn opleiding aan de Pedagogische Academie van de Gereformeerde Hogeschool ging hij als leerkracht werken in het basisonderwijs. Vanaf 1994 werd hij directeur van een basisschool en vervulde hij vervolgens diverse bestuurlijke functies in het onderwijs.

### Politieke loopbaan
Tigelaar was al op jonge leeftijd politiek actief in Assen. Vanaf 1994 zat hij voor de partijcombinatie RPF/GPV in de gemeenteraad van Alphen aan den Rijn. Landelijk fuseerde die twee partijen begin 2001 tot de ChristenUnie. Vanaf 2002 was Tigelaar in Alphen aan den Rijn wethouder met in zijn portefeuille jeugd, onderwijs, volksgezondheid en sport.
Op 1 mei 2007 werd Tigelaar burgemeester van de gemeente Oud-Beijerland waarbij zijn partijgenoot Michel du Chatinier hem opvolgde als wethouder. Tigelaar was vicevoorzitter van de ChristenUnie en was waarnemend voorzitter van de partij vanaf 1 januari 2013 na het vroegtijdig vertrek van Janneke Louisa. Op 13 april van dat jaar werd hij opgevolgd door Piet Adema.
Op 26 april 2016 werd bekendgemaakt dat Tigelaar door de gemeenteraad van Leidschendam-Voorburg werd voorgedragen als burgemeester. Op 5 september 2016 werd hij beëdigd als burgemeester van de gemeente Leidschendam-Voorburg. In november 2020 legde hij het vicevoorzitterschap van de ChristenUnie neer.

### Loopbaan na politiek
Tigelaar kondigde op 15 juli 2021 aan om per 1 september van dat jaar te stoppen als burgemeester van Leidschendam-Voorburg om voorzitter te worden van het college van bestuur van de Laurentius Stichting, een stichting voor katholiek onderwijs en opvang gevestigd in Delft. Met ingang van 1 september van dat jaar werd de D66'er Jules Bijl benoemd tot waarnemend burgemeester van Leidschendam-Voorburg.
Tigelaar ontving in 2022 uit handen van Jan van Zanen een koninklijke onderscheiding, hij werd benoemd tot ridder in de Orde van Oranje Nassau. Tigelaar is actief als voorzitter van de netwerktafel Erfgoedlijn Neder-Germaanse Limes Zuid-Holland en lid van de raad van toezicht van LEV Scholengroep West Nederland.

### Persoonlijk
Tigelaar is getrouwd, heeft vijf kinderen en was in Oud-Beijerland lid van de Christelijke Gereformeerde Kerken (CGK). Hij is organist in de Franse Kerk (Voorburg), behorend tot de Nederlandse Gereformeerde Kerken (NGK).